# ژان ایتار
ژان ایتار (به فرانسوی: Jean Itard) (زاده ۹ ژوئن ۱۹۰۲- درگذشته ۸ می ۱۹۷۹) تاریخ‌نگار ریاضیات اهل فرانسه بود. ایتار در دانشگاه مارسی تحصیل کرد و از سال ۱۹۲۸ در مرسی معلم شد. سپس در پاریس به معلمی پرداخت و در ۱۹۶۲ بازنشسته شد. ایتار پژوهش‌هایی را دربارهٔ ریاضیات در یونان باستان انجام داد و به همراه پیر ددرون کتابی نوشت به نام «ریاضیات و ریاضیدانان» (چاپ پاریس ۱۹۵۹, ۱۹۸۲) و همچنین در سال ۱۹۶۲ ترجمه فرانسوی آثار اقلیدس را انتشار داد. او زندگینامه‌های بسیاری برای ریاضیدانان در واژه‌نامه زندگینامه علمی نوشت. به ویژه زندگینامه فرما و لاگرانژ را به چاپ رساند. از دیگر فعالیت‌های پژوهشی ایتار همکاری با رنه تاتون در نوشتن کتاب «تاریخ عمومی علوم» بود.